# Cantón de Saint-Julien-de-Vouvantes
El cantón de Saint-Julien-de-Vouvantes era una división administrativa francesa, que estaba situada en el departamento de Loira Atlántico y la región de Países del Loira.

## Composición
El cantón estaba formado por cinco comunas:
- Erbray
- Juigné-des-Moutiers
- La Chapelle-Glain
- Petit-Auverné
- Saint-Julien-de-Vouvantes

## Supresión del cantón de Saint-Julien-de-Vouvantes
En aplicación del Decreto n.º 2014-243 de 25 de febrero de 2014, el cantón de Saint-Julien-de-Vouvantes fue suprimido el 22 de marzo de 2015 y sus 5 comunas pasaron a formar parte del nuevo cantón de Châteaubriant .